# 岳興阿 (顏扎氏)
岳興阿（?—?），字窝之，一字云阶，叶赫颜扎氏，内务府满洲正黄旗人。清朝政治人物、进士出身。

## 生平
乾隆甲午科举人，庚子恩科进士。历任礼部儀制司主事、则例館纂修、湖南桂阳直隶州知州等职。乾隆五十三年，署芷江县知县。有诗收录在《欽定熙朝雅頌集》。

## 家族
- 始祖安达里，佐领、副都统、三等男、谥忠介；
- 高高祖賴圖庫，一等子、议政大臣、内大臣、太子太保；
- 高姑母，奉恩镇国慤厚公高塞嫡妻；
- 高祖麻色，头等侍卫；
- 曾祖司格；
- 祖穆赫林，监生；
- 父穆克善，内务府六库郎中；
- 子惠昌、毓昌、榮昌、林昌、福昌；
- 孫孝成、孝纯；
- 后世族亲祥安，道光丙戌进士、祥安孫毓賢，山西巡抚，庚子事变后被斩首。